# Otto Corbach
Otto Corbach (* 8. April 1877 in Herscheid; † 1938) war ein deutscher Journalist und Publizist.
Er kam 1900 als Buchhalter nach Tsingtau. 1901–02 war er verantwortlicher Redakteur des Tsingtauer Wochenblattes  „Deutsch-Asiatische Warte“. Danach ging Corbach nach Deutschland zurück und wurde Zeitungsredakteur in Kassel, dann in Breslau. Ab 1906 war er freier Schriftsteller in Berlin. Während des Russischen Bürgerkriegs hielt er sich in Odessa auf. Er galt daher er als Asien- und Russlandkenner.
Er schrieb u. a. für Pan, Die Grenzboten und Die Weltbühne. Beim Zweiten Freideutschen Jugendtag Meißner (1923) gehörte er zu den Rednern.

## Werke
- Moskau als Erzieher. Leipzig : Ernst Oldenburg, Verl., 1924
- Offene Welt. Berlin : Rowohlt, 1932